# Humaniora
Humaniora eller humanvidenskab er studiet af menneskets kulturprodukter og sprog, studiet af mennesket som handlende og skabende væsen samt studiet af menneskets natur. Humaniora omfatter videnskaber som antropologi, etnologi, filosofi, historie, kommunikation, kunst, litteratur, psykologi, pædagogik, lingvistik og sprogfag, fx engelsk. Antropologi, etnologi, historie og psykologi kan også regnes som samfundsvidenskaber, hvilket har at gøre med, at disse videnskaber arbejder med produktion af viden, der både kan være nomotetisk og idiografisk i karakter. I ældre tid brugtes udtrykket åndsvidenskab, der udover humaniora også dækker samfundsvidenskab og teologi.

## Humanistisk videnskab
Humaniora beskæftiger sig med mennesket som et kulturvæsen, der både har skabende evner og en kultur og historie, og som får en stor del af sin identitet ved at forholde sig til historien. Humaniora bruger mest metoder, der kan betegnes som analytiske, empiriske, kritiske eller spekulative til forskel fra naturvidenskab, der bruger empiriske og eksperimentelle metoder. Eksempler på de humanistiske fag er sprogfag, lingvistik, historie, litteraturvidenskab, filosofi, religionsvidenskab, oldtidskundskab og kunstneriske fag. I de humanistiske videnskaber interesserer man sig for emner som psyke, identitet, normer, værdier, bevidsthed og tilværelsesfortolkninger. Man forsker for at få en større menneskeforståelse og en forståelse af samspillet mellem mennesker, også på tværs af tid. Humaniora handler om samspillet mellem enkelte individer, i forhold til samfundsvidenskab, som har mere interessere i samspillet mellem grupper af individer. Det særlige ved mennesket er dets særdeles udviklede brug af symboler (fx sproglige begreber eller billeder). Det betyder, at mennesket udtrykker forståelsen af sig selv og omverdenen gennem sprog, arkitektur, billedkunst, litteratur, musik og religion. Anvendelsen af sprog og andre symboler gør det muligt for mennesker at leve i omfattende samfund med regler og værdier, som det selv har skabt eller accepteret, og som det viderefører eller ændrer. En betydelig del af symboldannelsen sker i den form for kommunikation, som kaldes tekstarbejde (læsning eller produktion). Derfor er humanioras genstandsfelt i høj grad tekster og billeder og arbejdsmetoden analyse og fortolkning
- Wikimedia Commons har flere filer relateret til Humaniora 
| - v - d - r Videnskabsteori | - v - d - r Videnskabsteori |
| --------------------------- | --- |
| Begreber og skoledannelser  | - Nomotetiske og idiografiske videnskaber - Induktive-deduktive metode - Deduktion - Induktion (metode) - Hypotetisk-deduktiv metode - Empirisme - Kritisk realisme - Postmodernisme - Positivisme - Emic og Etic - Den sproglige vending |
| Fagområder                  | - Humaniora - Samfundsvidenskab - Naturvidenskab |
| Forskningspraksis           | - Peer-review - Open access - Kvantitativ analyse - Kvalitativ analyse - Empiri - Casestudie |

| Humaniora | Spire Denne artikel om humaniora er en spire som bør udbygges. Du er velkommen til at hjælpe Wikipedia ved at udvide den. |